# Eparchia di Vologda

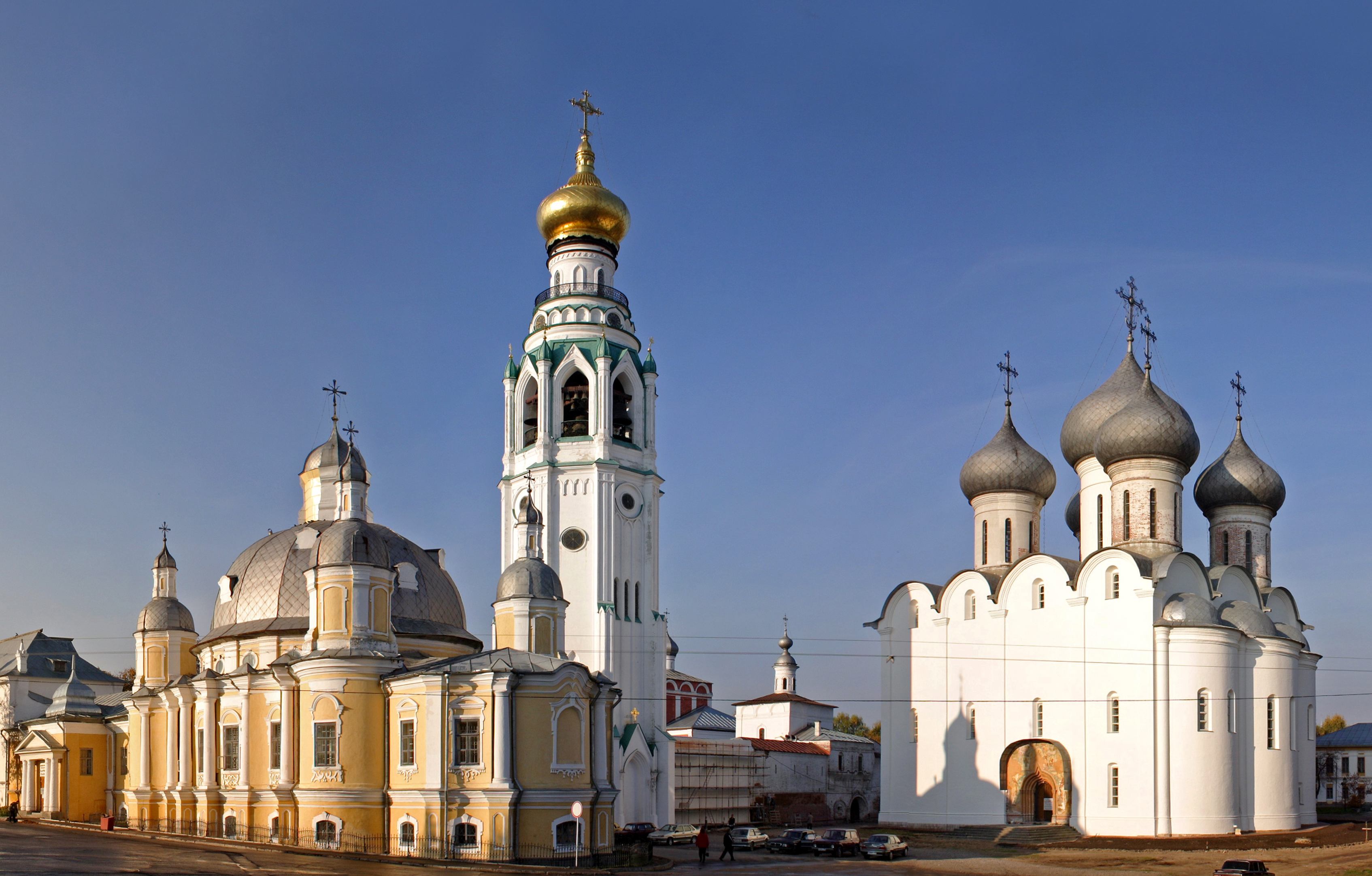
Il cremlino di Vologda, con le due cattedrali, la cattedrale della Risurrezione (a sinistra) e quella di Santa Sofia (a destra).

L'eparchia di Vologda (in russo Вологодская епархия?) è una diocesi della Chiesa ortodossa russa, appartenente alla metropolia di Vologda.

## Territorio
L'eparchia comprende la città di Vologda e i rajon Vologodskij, Verchovažskij, Vožegodskij, Grjazoveckij, Kirillovskij, Meždurečenskij, Sokol'skij, Sjamženskij, Ust'-Kubinskij, Charovskij e Šeksninskij nella oblast' di Vologda nel circondario federale nordoccidentale.
Sede eparchiale è la città di Vologda, dove si trovano le cattedrali della Risurrezione e di Santa Sofia.
L'eparca ha il titolo ufficiale di «metropolita di Vologda e Kirillov».

## Storia
L'eparchia è stata eretta nel 1383 e nel corso della sua storia ha assunto diverse denominazioni. Con decisione del Santo Sinodo della Chiesa ortodossa russa del 23 ottobre 2014, ha ceduto porzioni del suo territorio a vantaggio dell'erezione delle eparchie di Velikij Ustjug e di Čerepovec.